# Evolution: The Best of Iron Butterfly
Evolution: The Best Of Iron Butterfly je kompilační album americké rockové skupiny Iron Butterfly vydané v roce 1971 společností Atlantic Records. Písně pocházejí ze čtyř jejích alb Heavy (1968), In-A-Gadda-Da-Vida (1968), Ball (1969) a Metamorphosis (1970).

## Seznam skladeb
| Strana 1 | Strana 1                            | Strana 1                     | Strana 1 |
| Pořadí   | Název                               | Autor                        | Délka    |
| -------- | ----------------------------------- | ---------------------------- | -------- |
| 1.       | Iron Butterfly Theme                | Doug Ingle                   | 4:34     |
| 2.       | Possession                          | Ingle                        | 2:45     |
| 3.       | Unconscious Power                   | Ingle, Danny Weis, Ron Bushy | 2:32     |
| 4.       | Flowers and Beads                   | Ingle                        | 3:05     |
| 5.       | Termination                         | Erik Brann, Lee Dorman       | 3:00     |
| 6.       | In-A-Gadda-Da-Vida (singlová verze) | Ingle                        | 2:52     |

| Strana 2 | Strana 2         | Strana 2                                    | Strana 2 |
| Pořadí   | Název            | Autor                                       | Délka    |
| -------- | ---------------- | ------------------------------------------- | -------- |
| 1.       | Soul Experience  | Ingle, Bushy, Brann, Dorman                 | 2:53     |
| 2.       | Stone Believer   | Ingle, Bushy, Dorman                        | 4:25     |
| 3.       | Belda-Beast      | Brann                                       | 5:45     |
| 4.       | Easy Rider       | Ingle, Bushy, Dorman, Robert Woods Edmonson | 3:06     |
| 5.       | Slower Than Guns | Ingle, Bushy, Dorman, Edmonson              | 3:22     |

## Obsazení
- Doug Ingle – zpěv (pokud není uvedeno jinak), klávesy
- Jerry Penrod – baskytara, zpěv na straně 1, skladby 1-3
- Darryl DeLoach – zpěv, kytara, tamburína, Perkuse na straně 1, skladby 1-3
- Danny Weis – kytara, zpěv na straně 1, skladby 1-3
- Erik Brann – sólová kytara na první straně skladby 4-6, na druhé straně 1 a 3., zpěv na „Termination“ a „Belda-Beast“
- Lee Dorman – baskytara, zpěv na straně 1, skladby 1-4 a všechny skladby na straně 2
- Ron Bushy – bicí
- Mike Pinera – kytara, zpěv na straně 2, skladby 2, 4 & 5
- Larry „Rhino“ Reinhardt – kytara na straně 2, skladby 2, 4 & 5